# 民航空運公司
民航空運公司（みんこうくううんこんし、略称:CAT）は、1975年まで中華民国（台湾）に存在した航空会社。

## 概要

### OSSの支援の下に

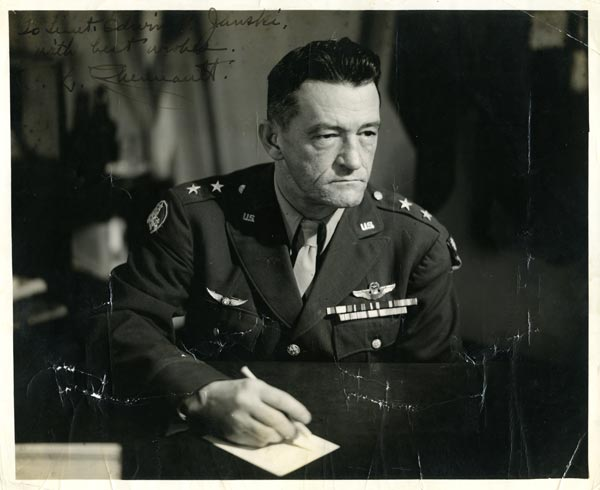
クレア・リー・シェンノート

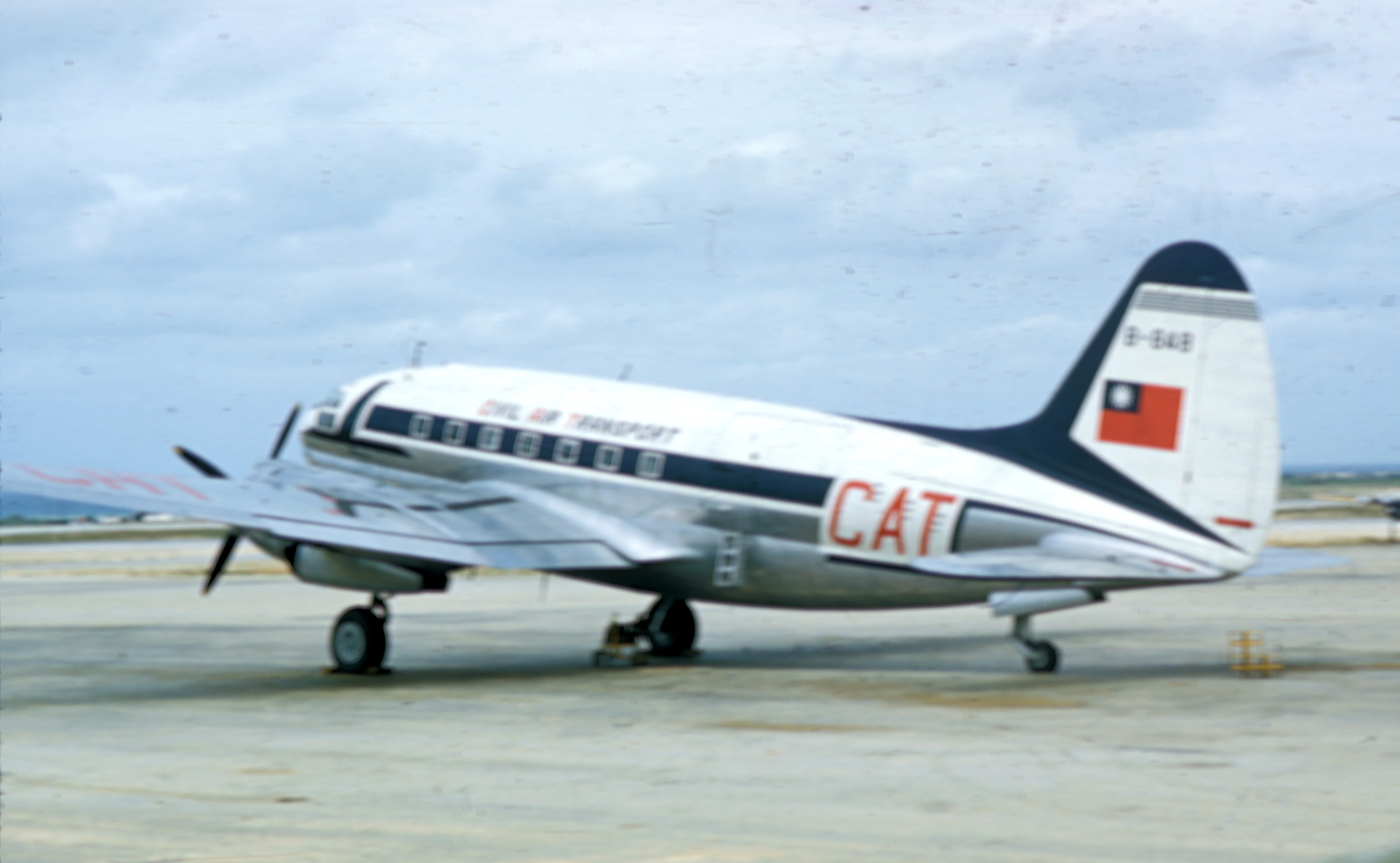
ベトナムに展開するカーチスC-46型機

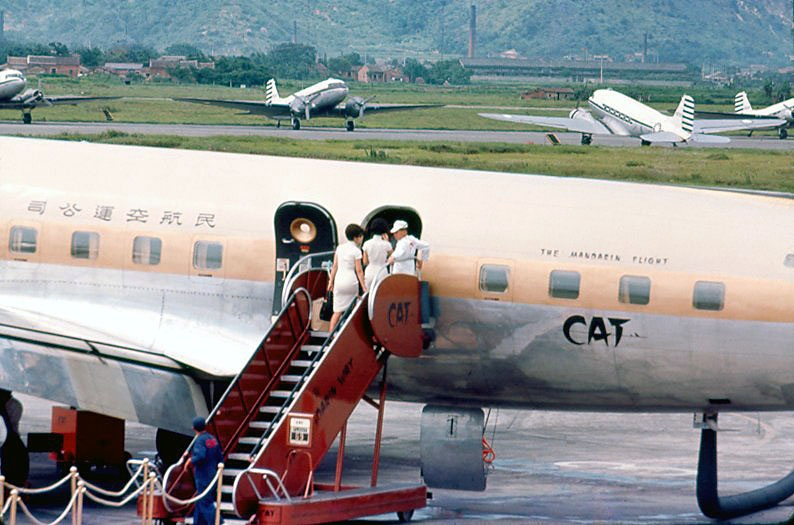
台北松山空港に駐機するダグラスDC-6（1966年）

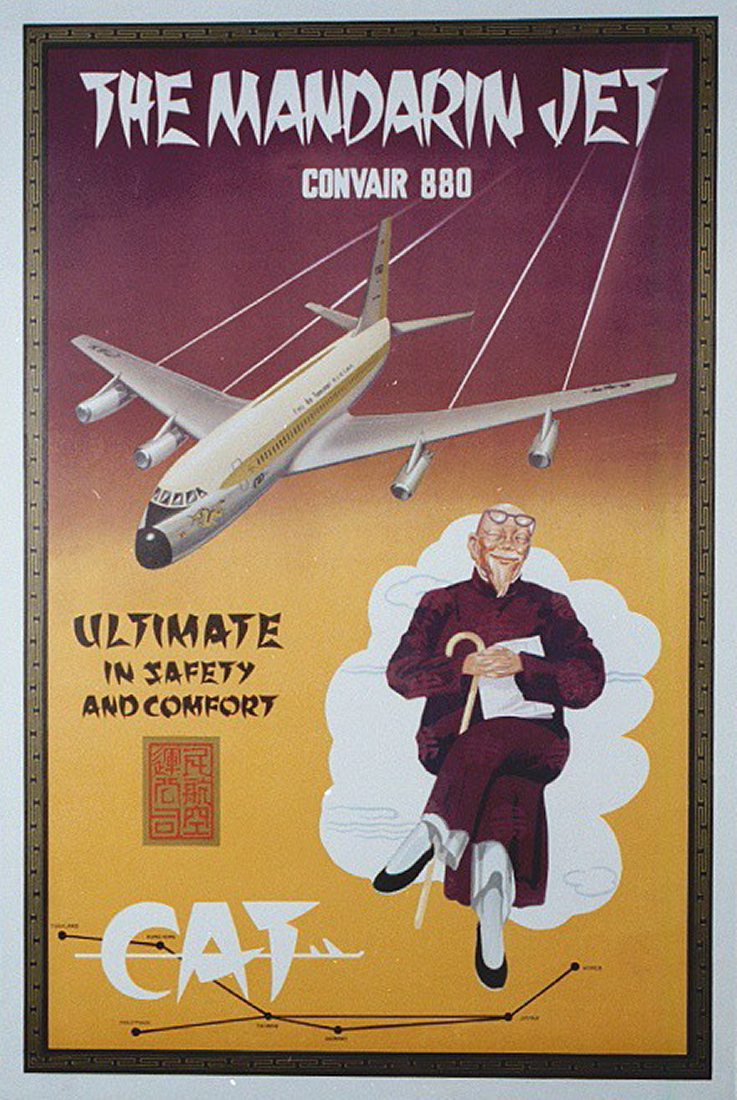
民航空運公司のCV880のポスター

第二次世界大戦終結後の1946年に、行政院善後救済総署（行総）管轄下の行総空運隊として創立された。創立に際してはアメリカのOSS（のちのCIA）が深く関わり、第二次世界大戦中にアメリカ合衆国義勇航空隊（「フライング・タイガース」）を率いたクレア・リー・シェンノートが役員に名を連ねた。既に中華民国では中国航空公司（中航）と中央航空公司（央航）の2社が民間航空を寡占する状態であり、曲がりなりにも民族資本となった両社に加えて新たに外資が参入することには中国国民党や国民政府内部からも反発があった。このため連合国救済復興機関(UNRRA)の復興援助物資の輸送と航空機関の再建を担うという目的で、何とか参入を認めさせた経緯がある。
UNRRA援助が1948年に終了すると同社は中華民国交通部管轄下の民航空運隊となり、ベトナム国統治下のハイフォンに就航するなど民間航空としての活動を本格化させるが、その一方で中国共産党軍との国共内戦の激化に伴い国民党軍の軍事物資や兵員の運搬支援業務も請負った。

### 台湾へ
国共内戦ではアメリカからの軍事支援が大幅に削減された国民党側の敗北・共産党側の勝利に終わり、また中航・央航では従業員が集団で共産党側に投降した（両航事件）こともあって、台湾・台北へと遷都した中華民国でのフラッグ・キャリアとしての地位を民航が担うこととなる。とは言え、中国共産党＝中華人民共和国の施政下となった中国大陸内の路線と市場を失った打撃は大きく、CIAによる援助で何とか命脈を保つことが出来た。
1950年には台湾島内の航空路線を開設すると共に、東京とシンガポール（香港とバンコク経由）にも就航。冷戦下に勃発した第一次インドシナ戦争や朝鮮戦争などのアジア諸国で勃発した戦争においてアメリカ軍向けの運送業務につく傍ら、同じくCIAの支援の下設立されたエア・アメリカとともに、東南アジアや大陸におけるアメリカや中華民国の諜報活動や秘密軍事活動の支援に従事する。

### 表の顔
また、表の顔としては、ダグラスDC-6Bなどの大型旅客機を運行し、中華民国内路線のみならず東京（羽田空港）や大阪（伊丹空港）、香港やマニラ、サイゴンやバンコクなどへの国際線を運行するまでになった。
また、国内線とチャーター便運航を目的として1951年に復興航空が、1957年に遠東航空がそれぞれ運航を開始し、1959年にはその後同国のフラッグ・キャリアとなるチャイナエアライン（中華航空）が設立されたものの、当時中華郵政当局が発行した中華民国における民間航空40周年の記念切手には、青天白日旗とともに民航空運公司の保有機が描かれており、国際線を数多く運航する同社は事実上当時の中華民国のフラッグキャリアの扱いであった。
1953年には中華民国による民間航空会社への外資規制が成立し、これに対応する形でペーパーカンパニーへの株主移転を図りながら1955年に民航空運公司へと改称、また機体整備などの関連部門を亜洲航空公司へとスピンオフした。

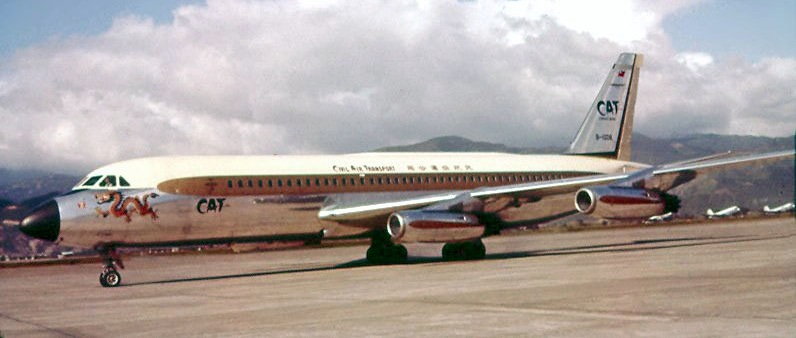
コンベア CV-880

1960年代に入ると、初の大型ジェット機であるコンベア880（登録記号:B-1008）が導入された。同機は、黄金色で中華風の派手なマーキング（機体塗装）と特別仕様の豪華な中華風のキャビン・インテリア装飾を施し、「マンダリン・ジェット」の愛称が与えられ、広告にも登場し、一般にも親しまれた。1968年以降は効率の良い最新鋭機のボーイング727へ更新し、同機はキャセイ・パシフィック航空に引き取られた。
CATの機材は1973年に公開されたブルース・リー主演の映画『燃えよドラゴン』のオープニングテーマ内の啓徳空港でのシーンで見ることができる。

### 日本への就航
日本への国際旅客便は，1950年に台北発沖縄・岩国経由東京便が乗り入れたのを皮切りに，大阪便や沖縄（当時米国統治下）に乗り入れた。日本での営業拠点は東京都千代田区・大阪市のほか米空軍立川基地内（軍事航空運輸サービス（MATS - Military Air Transport Service）旅客ターミナル）にもあり，米軍・情報機関関係の輸送や米軍関係者向け旅行代理店業務を行っていた。

### 会社清算
その後、1968年2月16日に唯一のボーイング727を運航担当役員が無断で操縦して、台北松山空港への着陸進入に失敗し墜落（民航空運公司10便墜落事故）。全ての旅客便を運航停止に追い込まれたところへ，同社経営陣による脱税も発覚し、一挙に衆目の批判にさらされることとなった。
それ以前から中華民国では、外資色の強い民航より国民党が深く関わった中華航空を優遇する政策が採られており、また、1960年に軍事介入が本格化したベトナム戦争が激化する中で、アメリカの諜報活動は東アジアから東南アジアへと軸足を移しており，CIAにおいても民航の重要度は低下していた。
同年4月11日，同社は全ての定期・不定期国際路線を休止し，5月29日には全ての国内路線を中華航空に移管して，台湾の空から姿を消した。
会社自体は1975年に解散している。

## 運行機材

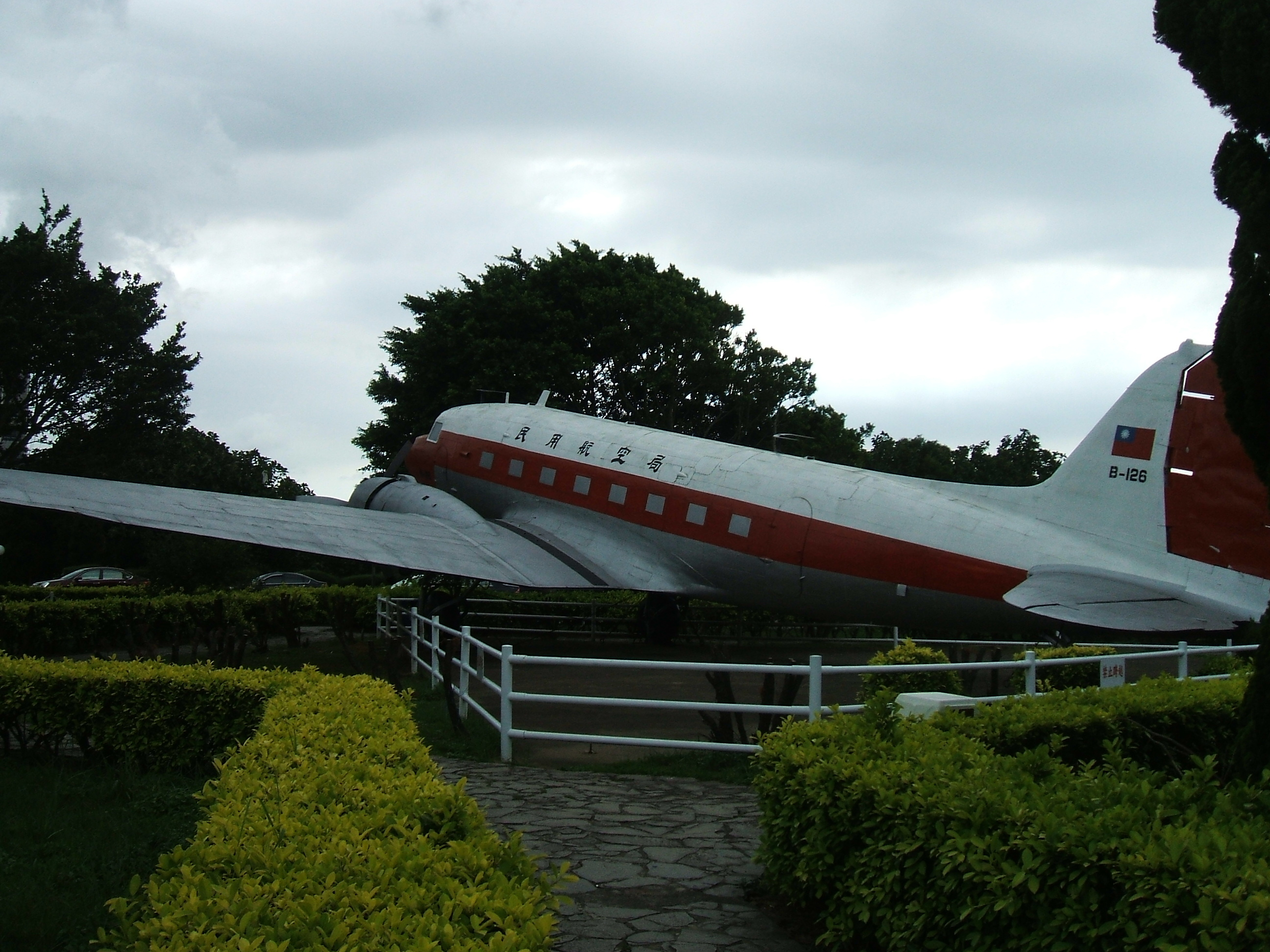
展示されているC-47（B-126）

- カーチス C-46
- ダグラス C-47
- ダグラス DC-4
- ダグラス DC-6B
- コンベア880
- ボーイング727

## 保存機体
- 台湾桃園国際空港の敷地内にある航空科学館でC-47（機体記号：B-126）が屋外展示されている。ただし、塗装は最後に運用していた民用航空局のものである。